# Saint-Romans-lès-Melle
Saint-Romans-lès-Melle – miejscowość i gmina we Francji, w regionie Nowa Akwitania, w departamencie Deux-Sèvres.
Według danych na rok 1990 gminę zamieszkiwało 620 osób, a gęstość zaludnienia wynosiła 70 osób/km² (wśród 1467 gmin regionu Poitou-Charentes Saint-Romans-lès-Melle plasuje się na 477. miejscu pod względem liczby ludności, natomiast pod względem powierzchni na miejscu 890.).